# Воинът Пек Тонг Су
Воинът Пек Тонг Су (на корейски: 무사 백동수, на английски: Warrior Baek Dong-soo) е южнокорейски исторически екшън сериал от 2011 г. с участието на Чи Чанг-ук, Ю Сънг Хо, Юн Со Ин, Шин Хьон Бин, Че Мин Су и др. Излъчва се по канал SBS от 4 юли до 10 октомври 2011 г., в понеделник и вторник от 21:55 ч. за 29 епизода.
Сериалът е базиран на комикса от 2010 г. Почитаемият Пек Тонг Су от И Дже Хон и разказва за историческата фигура от епохата Чосон Пек Тонг Су, който става майстор на меча и се превръща в народен герой, когато неговата група бойци защитава крал Чонгджо от опити за убийство.

## Сюжет
През втората половина на XVll век обстановката в Кралство Чосон става все по-сложна и бурна заради нестихващите конфликти и интриги между двете елитни политически групировки Норон и Сорон. Нороните са против възгледите на престолонаследника Садо. Заедно с династията Цин те измислят заговор, с който да представят Садо като организатор на бунт против краля.
За да спаси сина си, престолонаследника Садо, крал Йонгджо се договаря с Норон да убият най-близкия човек на принца, Пек Са Гонг и да го използват като изкупителна жертва. Заедно с него трябва да бъде екзекутирано цялото му семейство, дори и нероденото му дете.
Точно преди да бъде обезглавен, Пек Са Гонг моли доверения си приятел Ким Куанг Тек, смятан за най-добрия майстор на меча, да спаси жена му и нероденото му дете. С помощта на Куанг Тек бременната съпруга на Пек Са Гонг успява да избяга. По-късно тя ражда момченце, но веднага след раждането умира. Детето е кръстено Пек Тонг Су.
Войниците успяват да открият скривалището им и залавят мечоносеца Ким Куанг Тек и новороденото бебе. Бебето е на път да бъде хвърлено във вряща вода, когато престолонаследникът Садо пристига и показва заповедта на краля, която призовава за помилването на Ким Куанг Тек, но не и на детето. Куанг Тек моли за живота на момченцето, като предлага да отрежат едната му ръка в замяна.
Но дори след като Куанг Тек губи ръката си, животът на бебето Тонг Су е застрашен. Затова той решава да избяга с детето при династията Цин. По пътя попада в засада на убийци. За да спаси детето от тях, го оставя на скришно място. Но когато по-късно се връща там, бебето го няма. Мъж на име Хуанг Джин Ги намира бебето и го отвежда обратно на мястото, където е родено. Хук Са Мо, приятел на бащата на Тонг Су, го отглежда. До 12-годишна възраст здравето на Тонг Су е влошено – той не може нито да бяга, нито да вдигне ръцете си. Другите деца непрекъснато му се подиграват за състоянието му.
Междувременно, се ражда и Йо Уон. Баща му Йо Чо Санг се опитва да го убие, защото, според пророчество, съдбата на сина му е да се превърне в убиец на много хора. Майката на момчето успява да го спаси, но губи живота си. 12 години по-късно Йо Чо Санг е отгледал Йо Уон, без да му покаже никаква бащина любов. Един ден Йо Уон среща Чон, лидерът на тайната група „Хокса Чоронг“, който го обучава за убиец.
Съдбата прави така, че Тонг Су и Йо Уон се срещат и стават приятели. Но едновременно с това ги противопоставя един на друг. Докато Пек Тонг Су става най-добрият майстор на меча в страната, чийто основен приоритет е опазването на живота на крал Чонгджо (синът на Садо), Йо Уон служи на групата тайни убийци, чиято цел е да го свалят от трона.
Това е разказ за братството, приятелството, лоялността и честта.

## Актьорски състав
- Чи Чанг-ук – Пек Тонг Су, безгрижен майстор на меча, който променя съдбата на нацията като член на кралската гвардия
  - Йо Джин Гу – в ролята на малкия Пек Тонг Су
- Ю Сънг Хо – Йо Уон, приятел на Тонг Су и привиден враг. Той живее в сенките като къртица, работейки за мистериозен колектив убийци, целящи да свалят династията
  - Пак Гон У – в ролята на малкия Йо Уон
- Юн Со Ин – Хуанг Джин Ю, приятелка от детството на Тонг Су. Дъщеря на Чи/Ка Ок и Ким Куанг Тек
- Шин Хьон Бин – Ю Джи Сън, съпруга на принц Садо и по-късно любовен интерес на Тонг Су и Уон
- Че Мин Су – Чон, лидер на гилдията на убийците „Хокса Чоронг“ и ментор на Йо Уон
- О Ман Сок – Престолонаследникът Садо
- Хонг Чонг Хьон – Крал Чонгджо
- Чон Куанг Рьол – Ким Куанг Тек
- Пак Чол Мин – Ин / Те Унг
- Пак Чон Гю – Хък Са Мо
- Пак Уон Санг – Чанг Те Пьо
- Гъм Дам Би – Кралица Чонгсун
- И Уон Джонг – Хонг Те Джу
- Чонг Хо Бин – Им Су Унг
- Ан Сук Хуан – Со Ю Те
- Ким Хи Чонг – Лейди Пак
- Ким Да Хьон – Ким Хонг До